# Macaranga induta
Macaranga induta är en törelväxtart som beskrevs av Lily May Perry. Macaranga induta ingår i släktet Macaranga och familjen törelväxter.

## Underarter
Arten delas in i följande underarter:
- M. i. induta
- M. i. paucinervis